# Епархия Карапегуа
Епархия Карапегуа (исп. Diócesis de Carapeguá, лат. Dioecesis Carapeguana) — епархия Римско-Католической церкви c центром в городе Карапегуа, Парагвай. Епархия Карапегуа распространяет юрисдикцию на департамент Парагуари. Епархия Карапегуа входит в митрополию Асунсьона. Кафедральным собором епархии Карапегуа является церковь Непорочного Зачатия Пресвятой Девы Марии.

## История
5 июня 1978 года Римский папа Павел VI издал буллу Qui superno consilio, которой учредил епархию Карапегуа, выделив её из епархии Вильяррики (сегодня — Епархия Вильяррики-дель-Эспириту-Санто).

## Ординарии епархии
- епископ Анхель Николас Ача Дуарте (5.06.1978 – 24.06.1982);
- епископ Сельсо Йегрос Эстигаррибия (6.04.1983 – 10.07.2010);
- епископ Хоакин Эрмес Робледо Ромеро (10.07.2010 – 4.07.2015), назначен епископом Сан-Лоренсо.

## Источник
- Annuario Pontificio, Libreria Editrice Vaticana, Città del Vaticano, 2003, ISBN 88-209-7422-3
- Булла Qui superno consilio, AAS 70 (1978), стр. 444  (лат.)